# Naturschutzgebiet Oberes Schlebornbachtal
Das Naturschutzgebiet Oberes Schlebornbachtal mit einer Größe von 45,3 ha liegt im Oberen Arnsberger Wald südöstlich von Grimlinghausen im Stadtgebiet von Olsberg im Hochsauerlandkreis. Das Gebiet wurde 2004 mit dem Landschaftsplan Olsberg durch den Hochsauerlandkreis als Naturschutzgebiet (NSG) ausgewiesen. Der Nordwesten des NSG grenzt direkt an das Naturschutzgebiet Tiefe Hohl – Kottensiepen (Olsberg).

## Gebietsbeschreibung
Beim NSG handelt es sich um den Schlebornbach und den Wald. Der Wald besteht aus Rotbuchenwald mit bis zu 4 m hohen Felsen, ferner finden sich kleinflächig Feuchtwälder.

## Schutzzweck
Das NSG soll den Bach und den Wald und deren Arteninventar schützen.
Wie bei allen Naturschutzgebieten in Deutschland wurde in der Schutzausweisung darauf hingewiesen, dass das Gebiet „wegen der Seltenheit, besonderen Eigenart und Schönheit des Gebietes“ zum Naturschutzgebiet wurde.